# Mélissa Drigeard
Mélissa Drigeard (Saint-Maurice (Val-de-Marne), 22 mei 1982) is een Franse actrice, regisseur en scenarioschrijver.

## Biografie
Drigeard werd geboren op 22 mei 1982 in Saint-Maurice. Door haar studies begon ze te werken aan reclames waar ze twee jaar als copywriter werkte bij Young & Rubicam, voordat ze stopte om actrice te worden. Dit gebeurde tijdens de Cours Florent, in de klas van Benoît Guibert en Jérôme Pouly. Vervolgens gaf ze dramalessen, totdat ze begon met toneelspelen, wat haar carrière echt liet beginnen. Haar eerste theaterrol was in 2006 met Juste la fin du Monde van Jean-Luc Lagarce in het Théâtre des Déchargeurs.
Drigeard vond dat alleen actrice zijn niet genoeg voor haar was, dus schreef ze via haar theatergezelschap een eerste toneelstuk, Les Quatre Deneuve, dat ze schreef, speelde en produceerde. Het stuk zegevierde jarenlang op het Festival van Avignon, in Parijs en op tournee. Dit stuk markeerde ook haar eerste samenwerking met Vincent Juillet, die haar co-auteur zou gaan worden van vele projecten. Daarna volgden de stukken die ze schreef en produceerde met Julien Boisselier die twee van haar shows regisseerde: Même si tu m'aimes (2011-2012) en 12 Millimètres (2018). Later begon ze met film en televisie regisseren.
In 2012 was haar ontmoeting met Dominique Farrugia beslissend, aangezien zij haar de regie toevertrouwde van Jamais le premier soir, uitgebracht op 1 januari 2014. De film werd een succes. Drigeard ging vervolgens verder met de productie van het derde seizoen van Hard. In 2016 schreef ze, nog steeds met Vincent Juillet, de serie Quadras voor François-Xavier Demaison, die deze serie ook produceerde. Op Quadras is ze scenarioschrijver, showrunner, actrice en regisseur. De serie, die in 2017 op M6 werd uitgezonden, werd alom geprezen door critici. De rechten werden gekocht door Fox, die de bewerking toevertrouwde aan Tom Kapinos, de maker van de serie Californication. Ondanks een veelbelovende pilot heeft Fox het project niet opgevolgd. In 2019 schreef en fotografeerde Drigeard Tout nous sourit waarvoor ze een jury prijs won op het Festival international du film de comédie de l'Alpe d'Huez.

## Filmografie

### Als actrice
| Jaar    | Titel            | Rol                  | Opmerkingen           |
| ------- | ---------------- | -------------------- | --------------------- |
| 2010-12 | Mafiosa          | Jessica              | Serie, 8 afleveringen |
| 2011    | Les adoptés      | Aurélia              | Film                  |
| 2014    | Les souvenirs    | Cliente hôtel Alsina | Film                  |
| 2015    | Bis              | La mère de Sabrina   | Film                  |
| 2017    | Quadras          | Isabelle             | Serie, 2 afleveringen |
| 2020    | Tout nous sourit | Sylvie               | Film                  |

### Als regisseur
| Jaar | Titel                  | Opmerkingen      |
| ---- | ---------------------- | ---------------- |
| 2014 | Jamais le premier soir | Film             |
| 2015 | Hard                   | Serie, seizoen 3 |
| 2017 | Quadras                | Serie            |
| 2020 | Tout nous sourit       | Film             |
| 2022 | Hawaii                 | Film             |

### Als scenarioschrijver
| Jaar | Titel                  | Opmerkingen |
| ---- | ---------------------- | ----------- |
| 2014 | Jamais le premier soir | Film        |
| 2017 | Quadras                | Serie       |
| 2020 | Tout nous sourit       | Film        |
| 2022 | Hawaii                 | Film        |

## Theater
| Jaar    | Titel                                                       | Opmerkingen     |
| ------- | ----------------------------------------------------------- | --------------- |
| 2006    | Juste la fin du Monde door Jean-Luc Lagarce                 | Als actrice     |
| 2007-08 | Les 4 Deneuve door Mélissa Drigeard en Vincent Juillet      | Als schrijfster |
| 2009-10 | Psycholove, door Mélissa Drigeard en Vincent Juillet        | Als schrijfster |
| 2011-12 | Même si tu m'aimes door Mélissa Drigeard en Vincent Juillet | Als schrijfster |
| 2018    | 12 millimètres door Mélissa Drigeard en Vincent Juillet     | Als schrijfster |

## Prijzen
| Jaar | Prijs                                          | Categorie                                          | Resultaat   |
| ---- | ---------------------------------------------- | -------------------------------------------------- | ----------- |
| 2018 | Globes de Cristal Awards                       | Best Television Film or Television Series; Quadras | Genomineerd |
| 2020 | Alpe d'Huez International Comedy Film Festival | Best Film; Tout nous sourit                        | Gewonnen    |